# Alstroemeria cantillanica
Alstroemeria cantillanica   es una especie fanerógama, herbácea, perenne y rizomatosa perteneciente a la familia de las alstroemeriáceas. Es endémica de Chile, en particular de la VI Región del Libertador General Bernardo O'Higgins.

## Taxonomía
Alstroemeria cantillanica fue descrita por  Pierfelice Ravenna, y publicado en Phytologia 64(4): 285. 1988.
Etimología
Alstroemeria: nombre genérico que fue nombrado en honor del botánico sueco barón Clas Alströmer (Claus von Alstroemer) por su amigo Carlos Linneo.
cantillanica: epíteto